# Докукины
Докукины — древний дворянский род.
Род внесён в I часть родословной книги Тамбовской губернии.

## История рода
Иван Докукин владел поместьем в Шелонской пятине (1571). Тугарин Васильевич вёрстан новичным окладом по Мценску (1596). Киприан Докукин был келарем Спасо-Прилуцкого монастыря (1674). В царствование Фёдора Алексеевича (1676-1682) сокольнику Ивану Ильичу Докукину и его брату Павлу пожаловано поместье в Ряжском уезде. Подьячий Поместного приказа Иван Ермолаевич владел двором в Москве (1696).
Предки Докукиных владели поместьями (1698).

## Описание герба
Щит разделен на три части, из них в первой верхней части, в пространном золотом поле, изображено чёрное орлиное крыло. Во второй части, в голубом поле, серебряная крепость. В третьей части, в красном поле, выходящая из облаков рука, в латы облеченная, с поднятым мечом (польский герб Малая Погоня).
На щите дворянский коронованный шлем. Нашлемник: три страусовых пера. Намёт на щите голубой, подложенный серебром. Щит держат два льва. Герб рода Докукиных внесён в Часть 10 Общего гербовника дворянских родов Всероссийской империи, стр. 105